# 조선식산은행

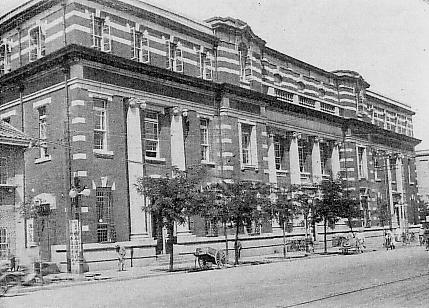
조선식산은행 본점

조선식산은행(朝鮮殖産銀行, 영어: Chōsen Industrial Bank)은 일제강점기의 특수은행이다.

## 개요
조선총독부의 산업 정책을 금융 측면에서 뒷받침했던 핵심 기관 중 하나이다. 1918년 10월에 대한제국 말기에 설립된 한성농공은행 등 농공은행 6개를 합병해 설립되었으며 일본 제국의 식민지 경제 지배에서 동양척식주식회사와 함께 중요한 축이 되었다.
1920년부터 1934년까지 실시된 산미증식계획에서 자금 공급을 담당하는 기관으로서의 역할을 했다. 1926년에는 나석주가 동양척식주식회사에 이어 두번째로 습격하였고, 중일 전쟁 이후로는 약 8년 동안의 전시 체제 속에서 채권 발행과 강제 저축을 통해 조선의 자금을 흡수하여 일본 정부와 전쟁 수행을 위한 군수산업 부문에 이를 공금하는 역할을 담당했다.
대한민국 정부 수립 후인 1950년 2월에 상호가 한국식산은행으로 변경됐으며, 1954년 4월엔 새로 설립된 한국산업은행 등으로 모든 업무를 이관하고 주요 자산을 양도한 뒤 대통령령 제859호 〈한국식산은행의청산에관한건〉의 제2조에 따라 해산되었다.

## 연혁
- 1906년 : 농공은행조례 공포
- 1906년 : 한성농공은행 설립
- 1908년 : 11개 농공은행 6개로 통폐합
- 1918년 10월 : 6개 농공은행 합병으로 조선식산은행 창립 (자본금: 1,000만원)
- 1920년 : 자본금 2,000만원으로 증자
- 1939년 : 자본금 6,000만원으로 증자
- 1940년 : 특별금융부 신설
- 1942년 : 일본 전시금고의 조선 융자업무 대리기관으로 지정
- 1945년 : 재조선 미국 육군사령부 군정청이 은행 접수 및 관리[1], 일본 지점 폐쇄
- 1948년 8월 : 대한민국 정부로 이관[1]
- 1950년 2월 : 한국식산은행으로 상호 변경[1]
- 1954년 4월 1일 : 한국산업은행 등으로 업무 이관 및 주요 자산 양도[2][3], 한국식산은행 해산
- 1982년 4월 3일 : 한국식산은행 청산 종결[4]

## 김지태 친일 논란
동양척식주식회사에 1927년부터 1932년까지 5년간 근무한 뒤 무려 2만평의 땅을 불하받고, 이 땅을 기반으로 조선식산은행으로부터 대출을 받아 일제를 위한 군수사업을 하여 막대한 부를 일군 김지태의 친일 여부를 두고 논란이 있어 왔다.

## 같이 보기
- 동양척식주식회사(ODC)
- 산미증식계획
- 김지태
- 식산은행 야구단
- 영국 동인도 회사 - 1600년 설립
- 네덜란드 동인도 회사 - 1602년 설립
- 덴마크 동인도 회사 - 1616년 설립
- 포르투갈 동인도 회사 - 1628년 설립
- 프랑스 동인도 회사 - 1664년 설립
- 스웨덴 동인도 회사 - 1731년 설립
- 오스트리아 동인도 회사 - 1775년 설립

## 갤러리

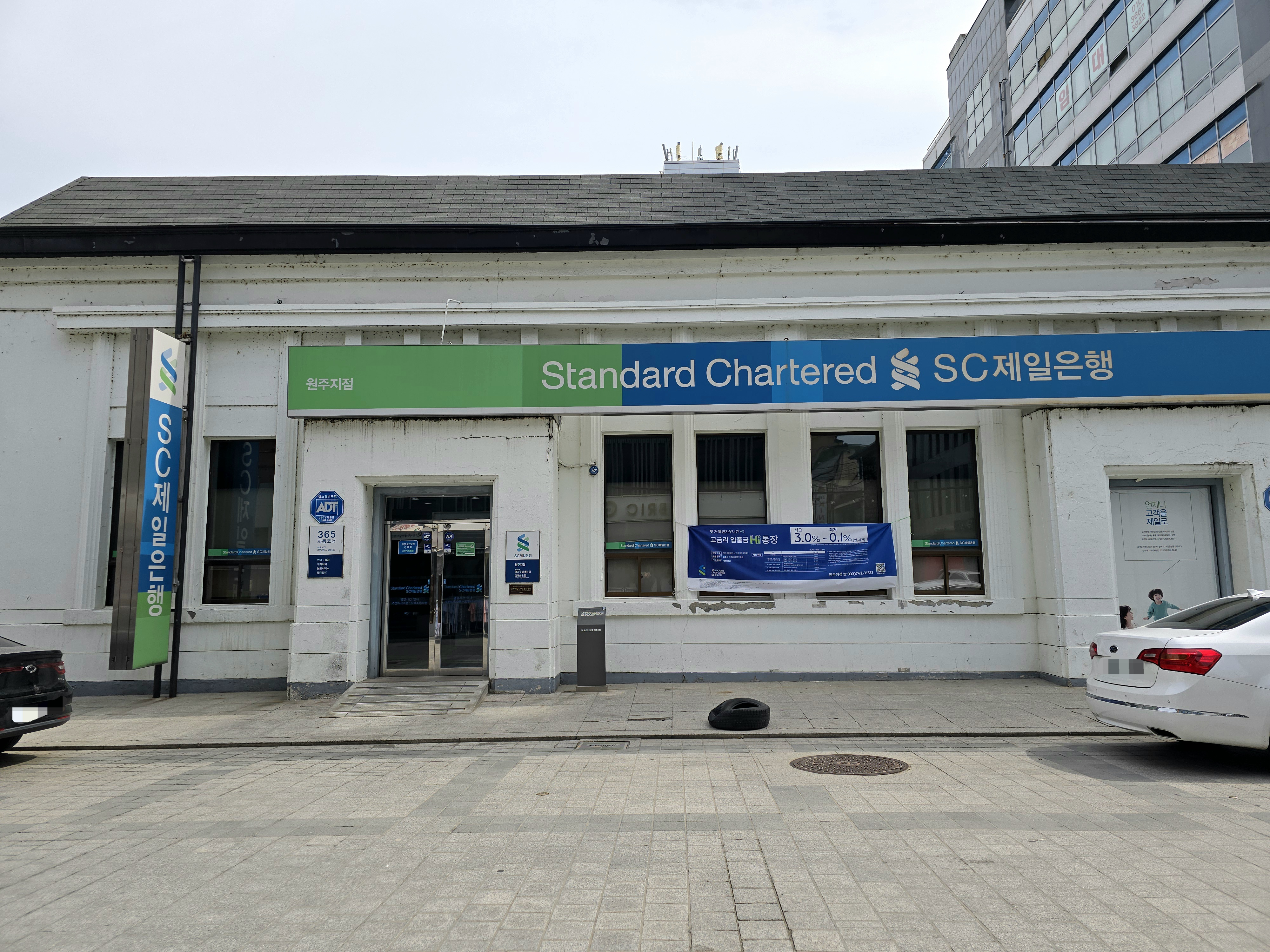
구 조선식산은행 원주지점

## 참고자료
- 친일인명사전편찬위원회 (2004년 12월 27일). 《일제협력단체사전 - 국내 중앙편》. 서울: 민족문제연구소. 433~435쪽. ISBN 8995330724.

1. 1 2 3  국가기록원 (2012년 12월). 〈II. 휴면법인 청산〉. 《중요 공개기록물 해설집 V》. 240-241쪽. 발간등록번호 11-1311153-000249-01. 2020년 8월 9일에 확인함.
2. ↑  국가기록원 (2012년 12월). 〈II. 휴면법인 청산〉. 《중요 공개기록물 해설집 V》. 193쪽. 발간등록번호 11-1311153-000249-01. 2020년 8월 10일에 확인함.
3. ↑  국가기록원 (2012년 12월). 〈II. 휴면법인 청산〉. 《중요 공개기록물 해설집 V》. 260쪽. 발간등록번호 11-1311153-000249-01. 2020년 8월 10일에 확인함.
4. ↑  국가기록원 (2012년 12월). 〈II. 휴면법인 청산〉. 《중요 공개기록물 해설집 V》. 253쪽. 발간등록번호 11-1311153-000249-01. 2020년 8월 16일에 확인함.